# العراف (مسلسل)
العراف مسلسل مصري، من بطولة عادل إمام وحسين فهمي، المسلسل من إخراج رامي إمام وتأليف يوسف معاطي.

## قصة المسلسل
تدور أحداث المسلسل حول نصاب محترف (الممثل: عادل إمام) الذي يقوم بانتحال عدة شخصيات بمواصفات عالمية لأكثر من 30سنة، فمرة تجده رجل أعمال ، أو محامي، أو طبيب مشهور، أو تجده سفير سياسي، دون أن يعرف أحد حقيقته الشخصية وكيف ينتقل من محافظة إلى أخرى بدون أن تكتشف أجهزة الأمن أمره لذلك أطلق عليه اسم "العراف".

في أخر مرة عملية نصب يقوم بها العراف (الممثل: عادل إمام)، يعود اللواء سامح سيف الدين (الممثل: حسين فهمي) للبحث عن الشخصية التي قبض عليها مرتين من قبل ويقوم بمطاردته في جميع محافظات مصر

يتوقف العراف عن النصب بعد عودة اللواء سامح سيف الدين، ويذهب للبحث عن أولاده _ حسام عبد الحميد البكري (الممثل: محمد الشقنقيري)، سيد عربي الكحكي (الممثل: أحمد فلوكس)،محمود مصطفى زهران (الممثل: شريف رمزي)، عبد الله أبو حجاج المصري (الممثل: محمد عبد الحافظ)،قمر صبحي أبو الفضل (الممثلة: ريهام أيمن)_ في مختلف محافظات مصر ليجمعهم كلهم، ولكن اللواء اللواء سامح سيف الدين يقوم بالقبض عليه عند زواج ابنته قمر ليحاكم في قضايا نصب وانتحال شخصيات، ويحكم عليه ب سبع سنوات سجن مع الشغل، لكنه يهرب من السجن في أحداث ثورة 25 يناير، بعدها يظهر في أحد القنوات التليفزيونية ويرشح نفسه في الانتخابات الرئاسية وتتوالى الأحداث .

## فريق العمل
أبطال المسلسل
| - عادل إمام:عبد الحميد البكري/ حازم الغربال / البرنس/مصطفى زهران/ عربي الكحكي/ صبحي أبو الفضل/ أبو الحجاج المصري/ شوقي المر / محمود سالم - حسين فهمي: اللواء سامح سيف الدين |

أولاد العراف
| - محمد الشقنقيري: حسام عبد الحميد البكري / حسام عصمت جمال الدين - شريف رمزي: محمود مصطفى زهران - أحمد فلوكس: سيد عربي الكحكي | - ريهام أيمن: قمر صبحي أبو الفضل - محمد عبد الحافظ: عبد الله أبو حجاج المصري |

الأبطال الثانويون
| - طلعت زكريا: رشاد البحراوي - رشا مهدي: الصحفية حنان حمدان - زكي فطين عبد الوهاب:راضي بك عبد النعيم رجل أعمال - محمد عبد الجواد:عبد العزيز بك الدكروري رجل أعمال - عبد القادر المنلا:مؤنس بك الفتيحي رجل أعمال - نهال عنبر:عصمت جمال الدين والدة حسام البكري - شيرين: ميرفت والدة محمود زهران | - حسن العدل: حسين المالطي - حسن كامي: وحيد باشا - صفاء الطوخي: والدة قمر أبو الفضل - أحمد حلاوة: زوج والدة قمر - سامي مغاوري: شكري صديق د. صبحي في المنصورة - ياسر علي ماهر : خليل دياب |

| - عثمان شكري: مدير الأمن - محمود طوبار: وزير الداخلية - محمود غريب: لص القطار - عادل هاشم: المستشار صديق اللواء سامح - إيمان غنيم:شمم صابر الشيشيني صديقة محمود - أحمد دياب: صديق اللواء سامح | - سعيد طرابيك:مسعد محمدي صديق البرنس - محمد أبو الوفا:جاد الله - ملك قورة: راقية أبنة وحيد باشا - دانا حمدان: رولا السارقة اللبنانية - مجدي إدريس: الشيخ عبد البصير - مجدي بدر: مسجون |

ضيف المسلسل
| - تامر عبد المنعم: أيمن - محسن منصور:أبو طارق - يوسف فوزي: اللواء شوقي حامد المر - عثمان محمد علي: صالح أبو العز - محمد عبد المعطي:صابر الشيشيني - سيد صادق: المعلم جابر صديق سيد العربي - عمرو عبد العزيز:ضيف شرف - محمد ريحان:القاضي - عفاف مصطفى: والدة سيد الكحكي - ألفت سكر:والدة الصحفية حنان - خليل مرسي: اللواء ياسين عبد الرحيم - عبد الرحمن أبو زهرة | - عماد زيادة:لطفي - رضا ادريس: ميمي سائق الحاج صالح المزيف - أحمد الحلواني:سطوحي عامل محل السيارات - مديحة البكري:بهيرة زوجة وحيد باشا - طارق سليمان: منتصر رئيس تحرير - عزت بدران: الحاج جمال صديق مصطفى زهران - يوسف إسماعيل - محمد الدسوقي: محامي عبد الحميد البكري - منصور أمين - رشا معروف - إبراهيم فرح - مجدي شكري |

بالإضافة إلى
| - محمد عبد الحليم : حفظي سعداوي موفد لجنة حقوق الإنسان - سيد الطيب:الحاج عبد الغفور - إيهاب مبروك:عبد الرسول - عبد الحميد سند: رأفت عبد الواحد ضابط أمن الدقهلية - عصام العشري: ضابط شرطة | - جمال فرج:مأمور السجن - عبد المنعم المرصفي: ضابط أمن بورسعيد - محمد عبد المعطي:صابر الشنيشي - عيد أبو الحمد:الحاج سلامة |

| - حجاج ثابت - حمدي إسماعيل - مصطفى البراء - سمير كامل - حازم فؤاد | - عماد العروسي - اشرف جلال - سمير حكيم - أشرف بوزيشين - هاني العدوي | - ايمان سلامة - بدوي - هشام أحمد - سامح أبو الغار - أشرف سامي | - عبد الله حفني - عبد العزيز حسين - عبد الحكيم درويش - خالد بدوي - عبد المنعم حقي | - عاطف سعيد - اميل شوقي - أحمد ماهر - أحمد النمرسي - ريهام نبيل |

## مواعيد بث
يعرض المسلسلات يومياً خلال رمضان 2013 في المواعيد والقنوات التالية: 
- في 20:30 بتوقيت القاهرة على إم بي سي مصر ويعاد 3:00 صباحا و 3:00 عصرا بتوقيت القاهرة.
- في 10:15 بتوقيت القاهرة على قناة إم بي سي 1.
- في 19:00 بتوقيت القاهرة على قناة الحياة ويعاد 3:00 بعد الفجر و 3:00 ظهرآ بتوقيت القاهرة.
- في 19:00 بتوقيت القاهرة على قناة البغدادية و على قناة البغدادية 2 ويعاد الساعة 2 صباحاً و 11 صباحا بتوقيت القاهرة.
- في 22:00 بتوقيت القاهرة على زي ألوان ويعاد الساعة 11:00 صباحا و17:00 مساء بتوقيت القاهرة.
- في 23:00 بتوقيت القاهرة على الفضائية الكويتية الأولى ويعاد الساعة 9:00 صباحا بتوقيت القاهرة.
- في 20:20 بتوقيت القاهرة على مدي 1 سات.
- في 02:00 بتوقيت القاهرة على قناة ليبيا الاحرار ويعاد الساعة 8:00 صباحا و 1:00 ظهرا و 9:00 مساء بتوقيت القاهرة.
- في 23:00 بتوقيت القاهرة على قناة الجديد ويعاد الساعة 2:00 ظهرا بتوقيت القاهرة.
- في 19:00 بتوقيت القاهرة على صدى البلد.
- في 12:15 بتوقيت القاهرة على قناة صدى البلد +2.

## وصلات خارجية
- مسلسل العراف على موقع السينما
- صفحة المسلسل على موقع MBC1
- لائحة أبطال مسلسل العراف على موقع السينما
- مواعيد عرض مسلسل العراف
- تتر البداية الرسمي لمسلسل العراف - للزعيم عادل إمام - رمضان 2013 على يوتيوب
- تتر نهاية مسلسل العراف - رمضان 2013 على يوتيوب